# Алогия
В психологията, алогия (Greek α-, „без“, и λόγος, „реч“), или бедност на речта, е основна липса на допълнително, спонтанно съдържание наблюдавано в нормалната реч. Като симптом е често срещана у пациенти, страдащи от шизофрения и се разглежда като негативен симптом. Тя може да усложни психотерапията много, поради значителната трудност в задържането на свободен разговор.
Хората могат да се обърнат, за да избегнат дадени въпроси или по други причини.
| Пример за алогия | Пример за алогия                                                                                           |
| --- | --- |
| Алогия | Нормална реч                                                                                               |
| В: Имаш ли деца? О: Да. В: Колко? О: Две. В: На колко години са? О: шест и шестнадесет. В: Момичета или момчета са? О: По едно от всяко. В: Кой е на шестнадесет години? О: Момчето. В: Как се казва? О: Едмънд. В: А момичето? О: Алис. | В: Имаш ли деца? О: Да, момиче и момче. В: На колко години са? О: Едмънд е на шестнадесет, а Алис на шест. |